# 考古博物馆 (米兰)
米兰考古博物馆（Civico Museo Archeologico di Milano）是意大利米兰的一个考古博物馆，博物馆的主要地址设于原圣穆里思大修道院（Monastero Maggiore di San Maurizio），旁边是古老的大修道院圣穆里思堂（San Maurizio al Monastero Maggiore），入口在马真塔大街（Corso Magenta）。而附楼位于斯福尔扎城堡。
博物馆的第一部分位于马真塔大街，专注于梅蒂奧拉努（古代米兰）的历史：创建于公元前4世纪，于公元前222年被古罗马征服。在地下室，还有一小部分关于犍陀罗的艺术。
沿原修道院的内部回廊，陈列着古罗马的雕像和坟墓（公元1至3世纪），从回廊有小径通往两座多边形塔楼（三世纪后期），有中世纪早期壁画（十三世纪）。在多边形塔楼，有多梅尼科·帕拉迪诺捐赠给博物馆的雕塑，以配合这座绘有壁画的中世纪建筑。
回廊连接博物馆的第一部分与尼罗内街（via Nirone）的新楼。米兰考古博物馆的这一部分设于四个楼层，中世纪早期部分（在一楼）、伊特鲁里亚部分、古希腊部分和临时展览室。
博物馆的史前和埃及文明收藏设于斯福尔扎城堡。

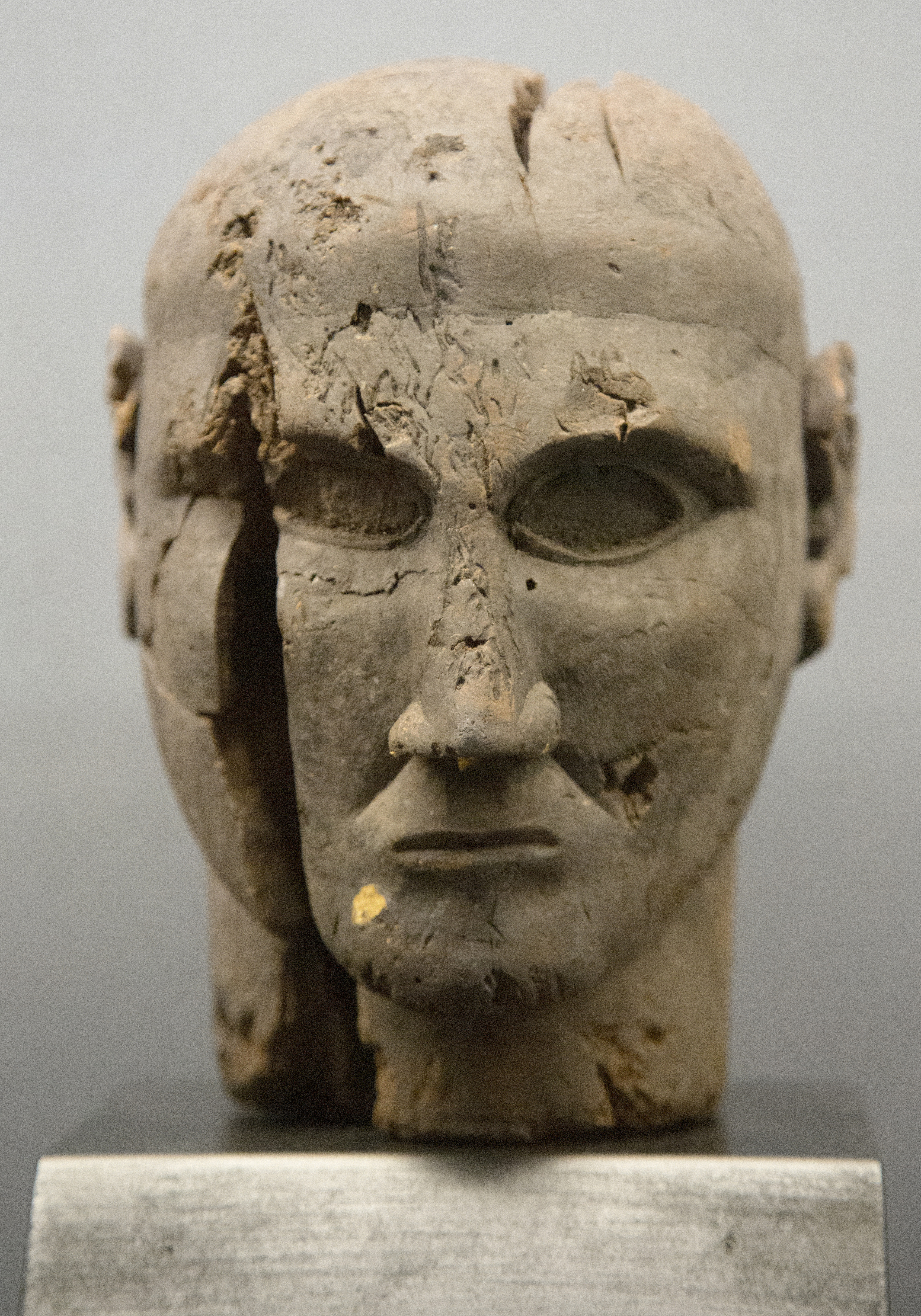
伊特鲁里亚梨木头.公元前7世纪
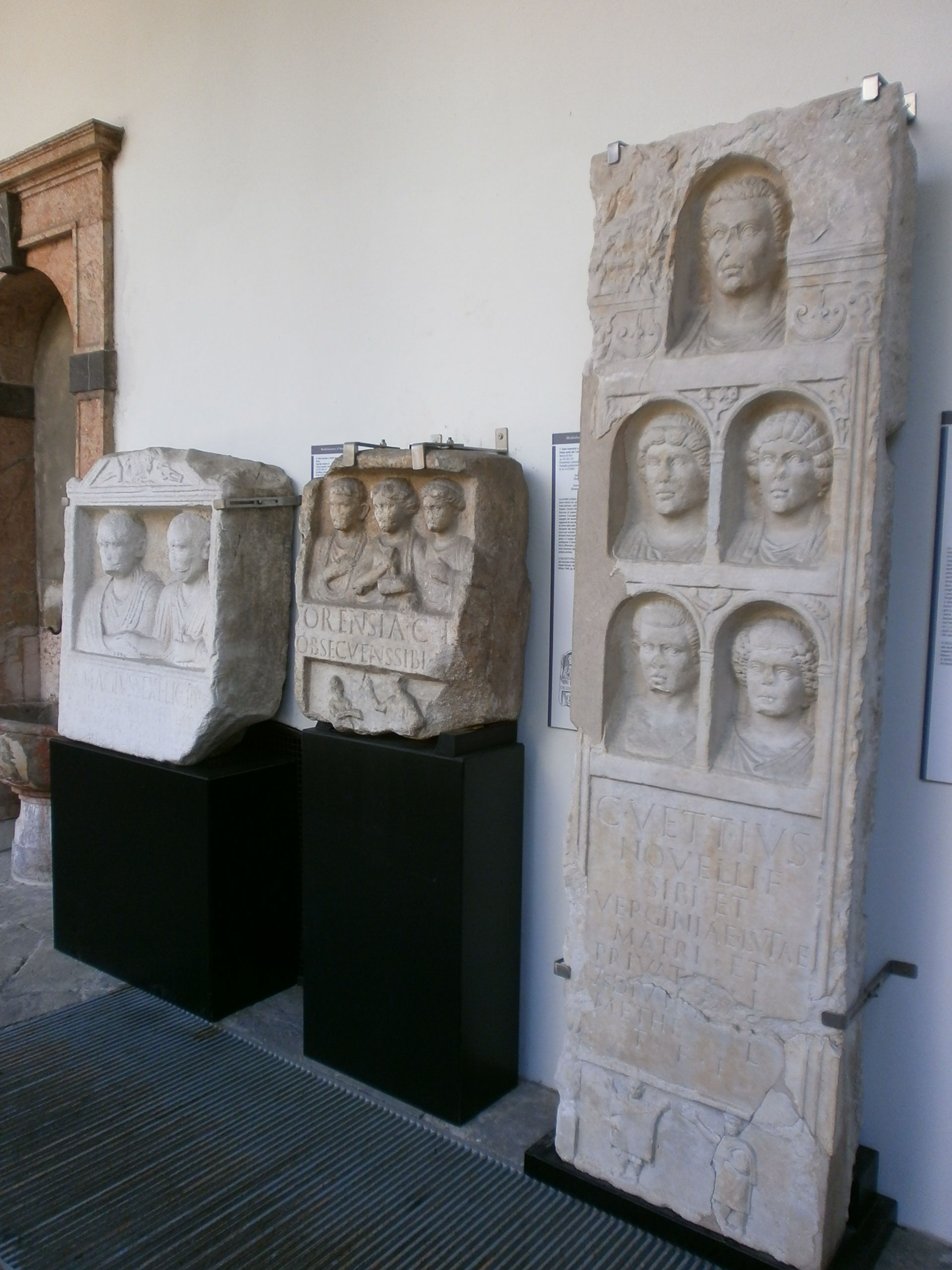
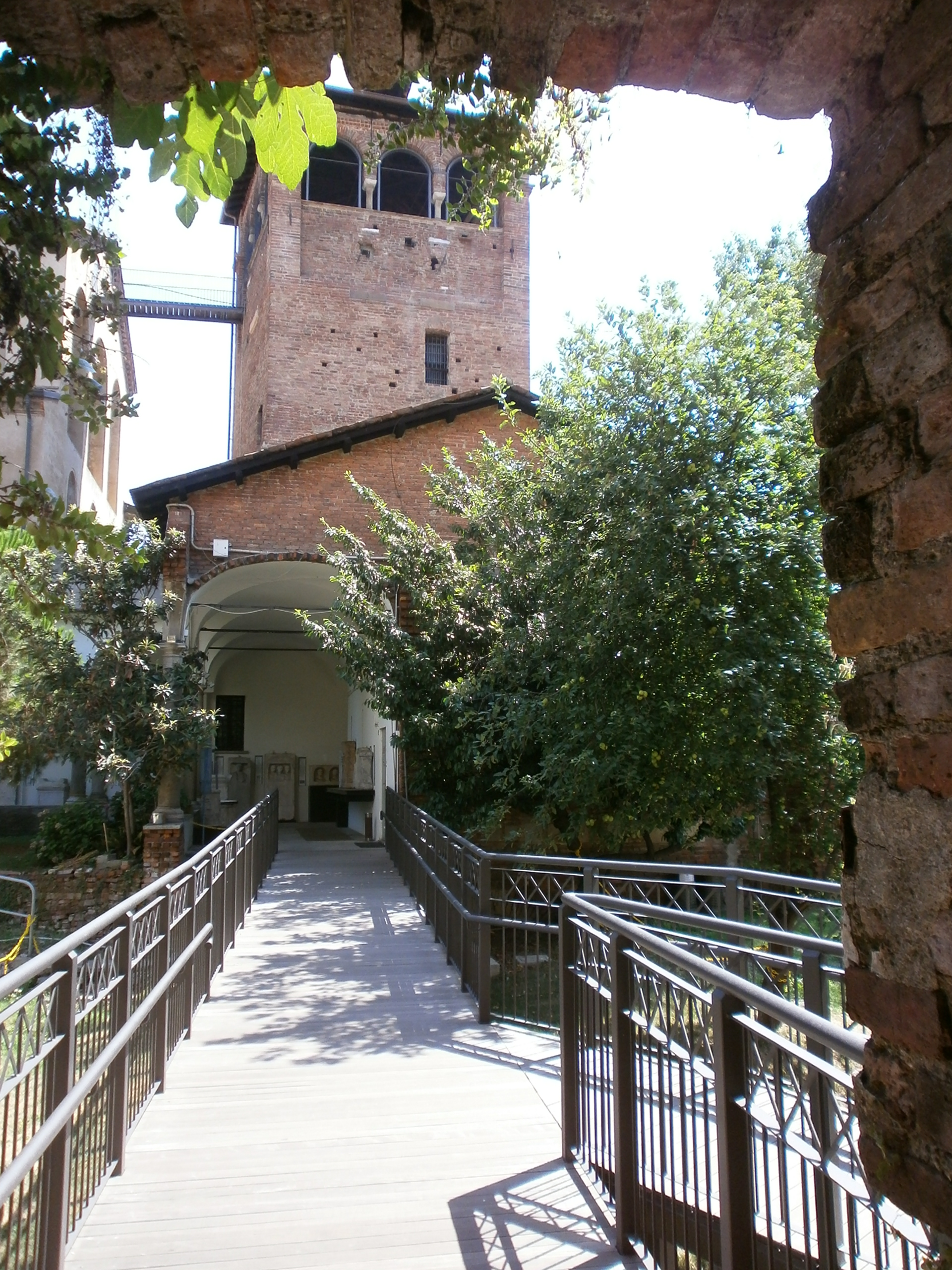
内部回廊
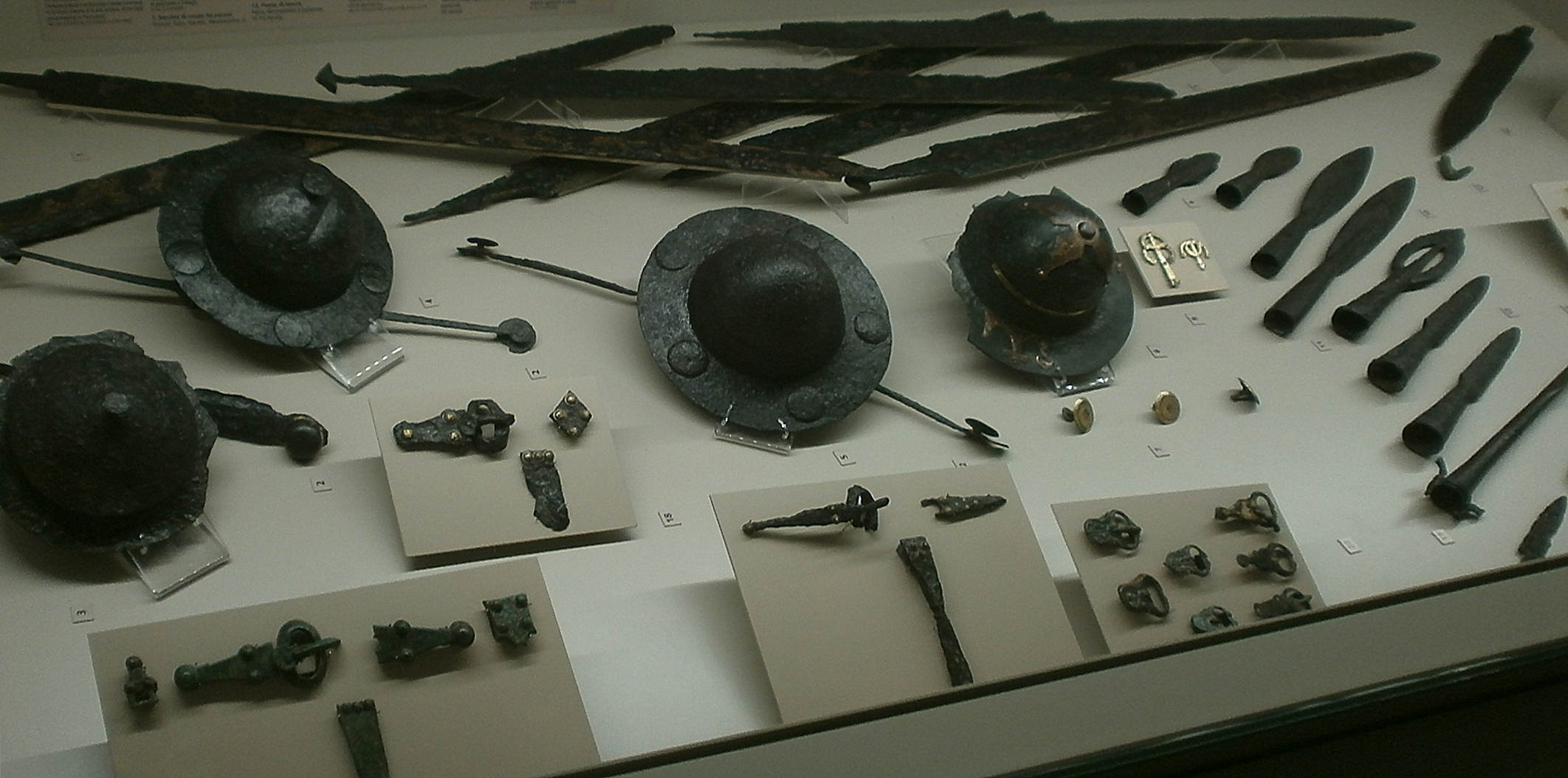
考古遗迹
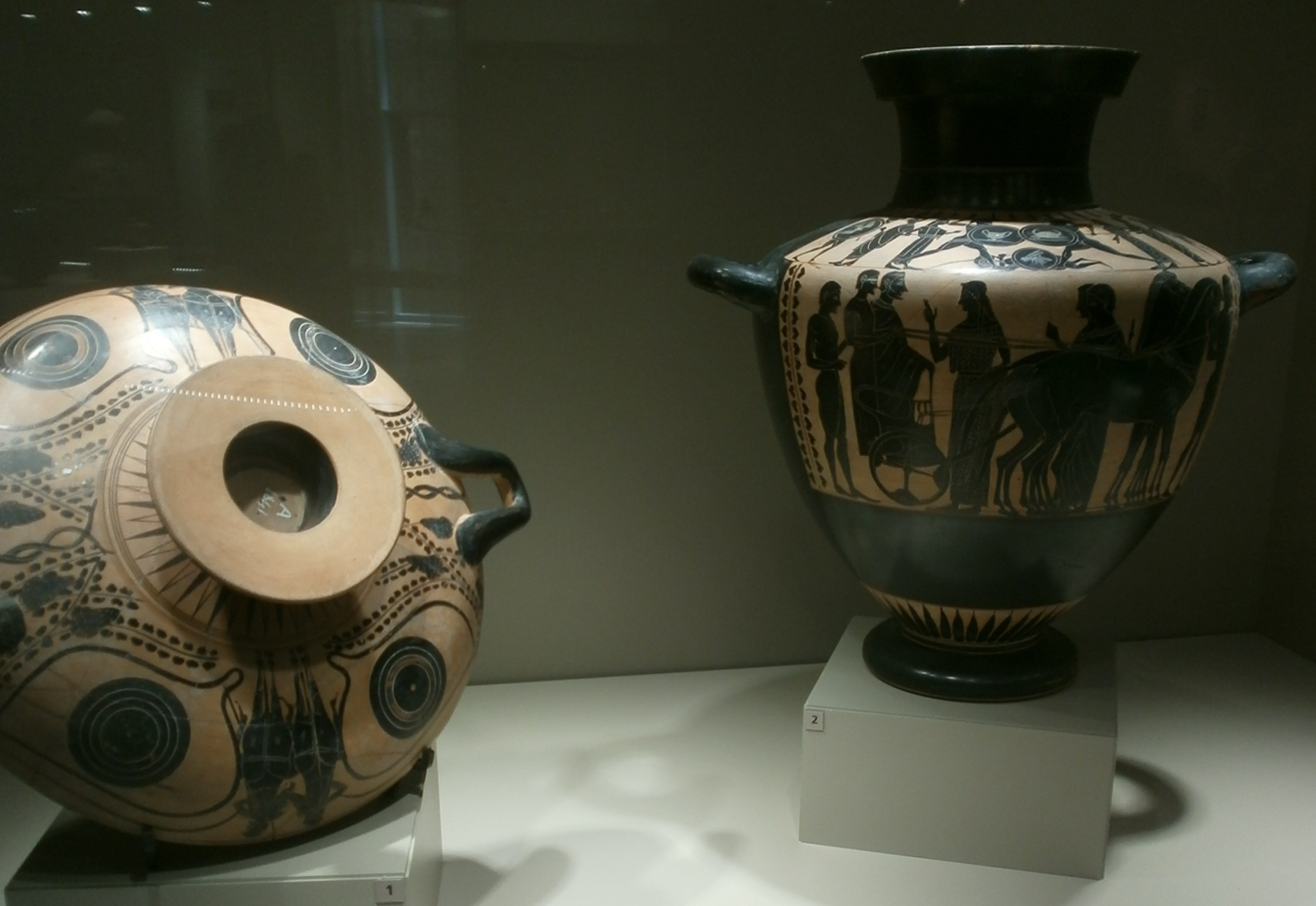
古希腊花瓶
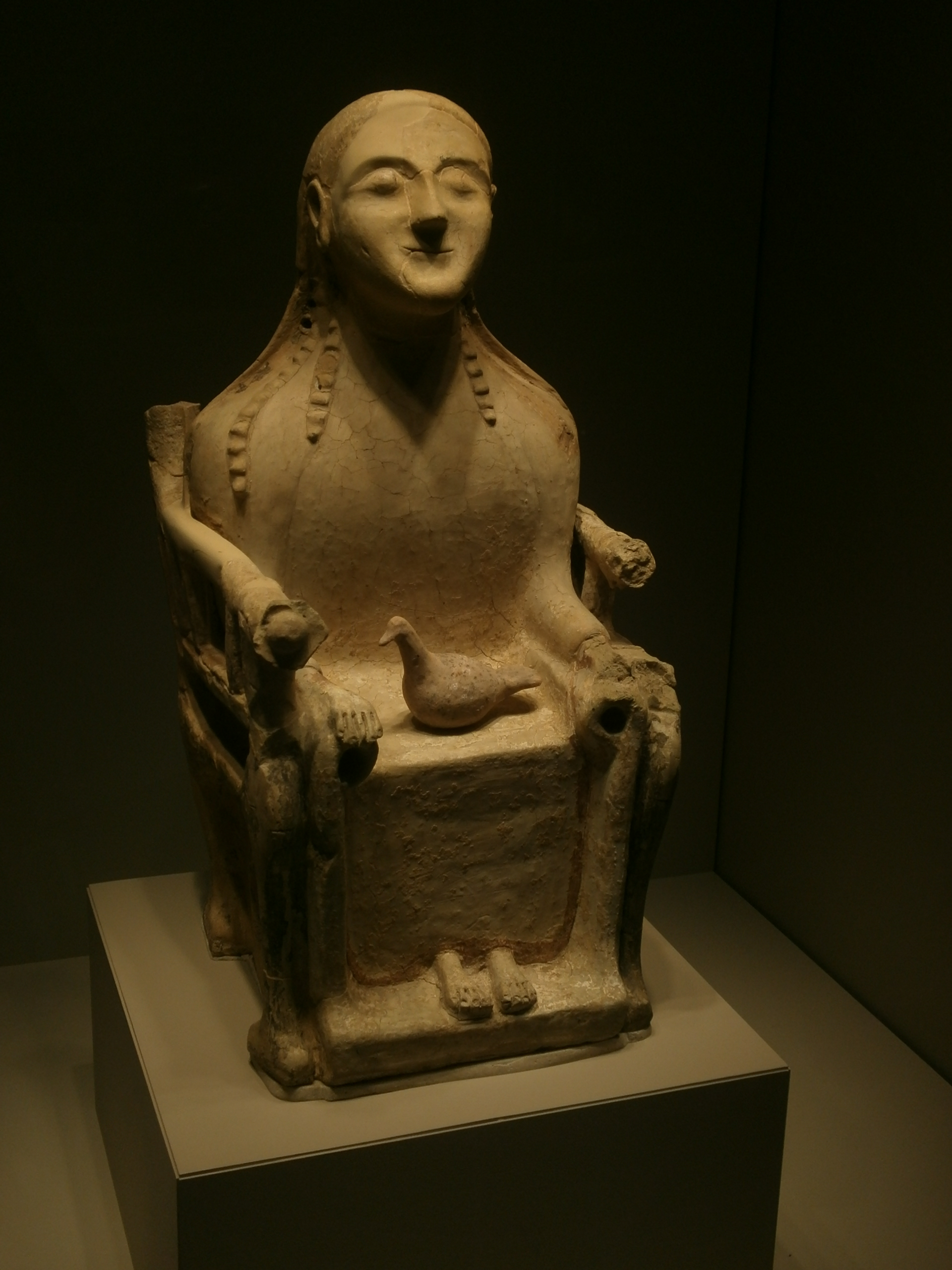
神像, 公元前5世纪
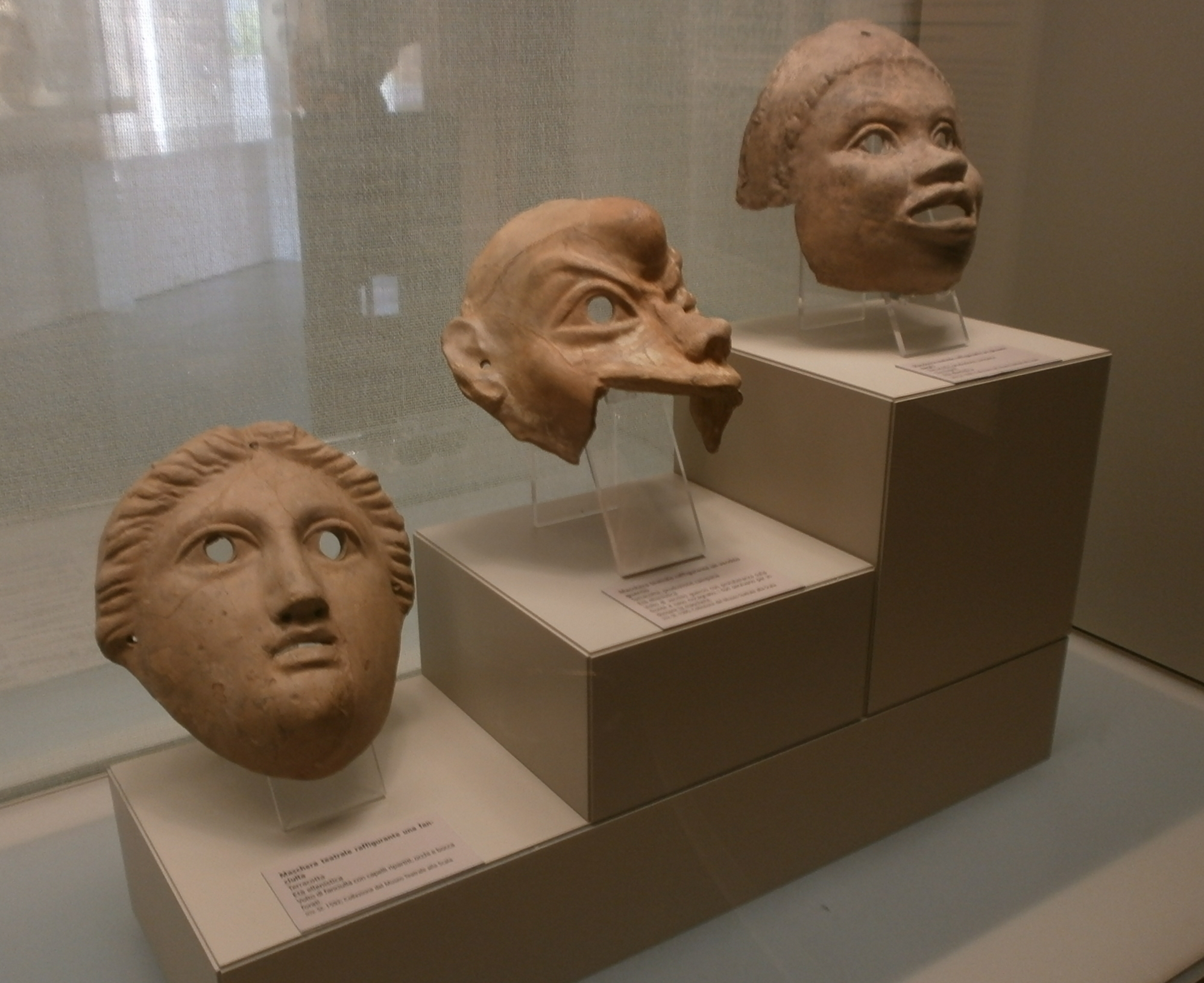
古希腊 戏剧面具
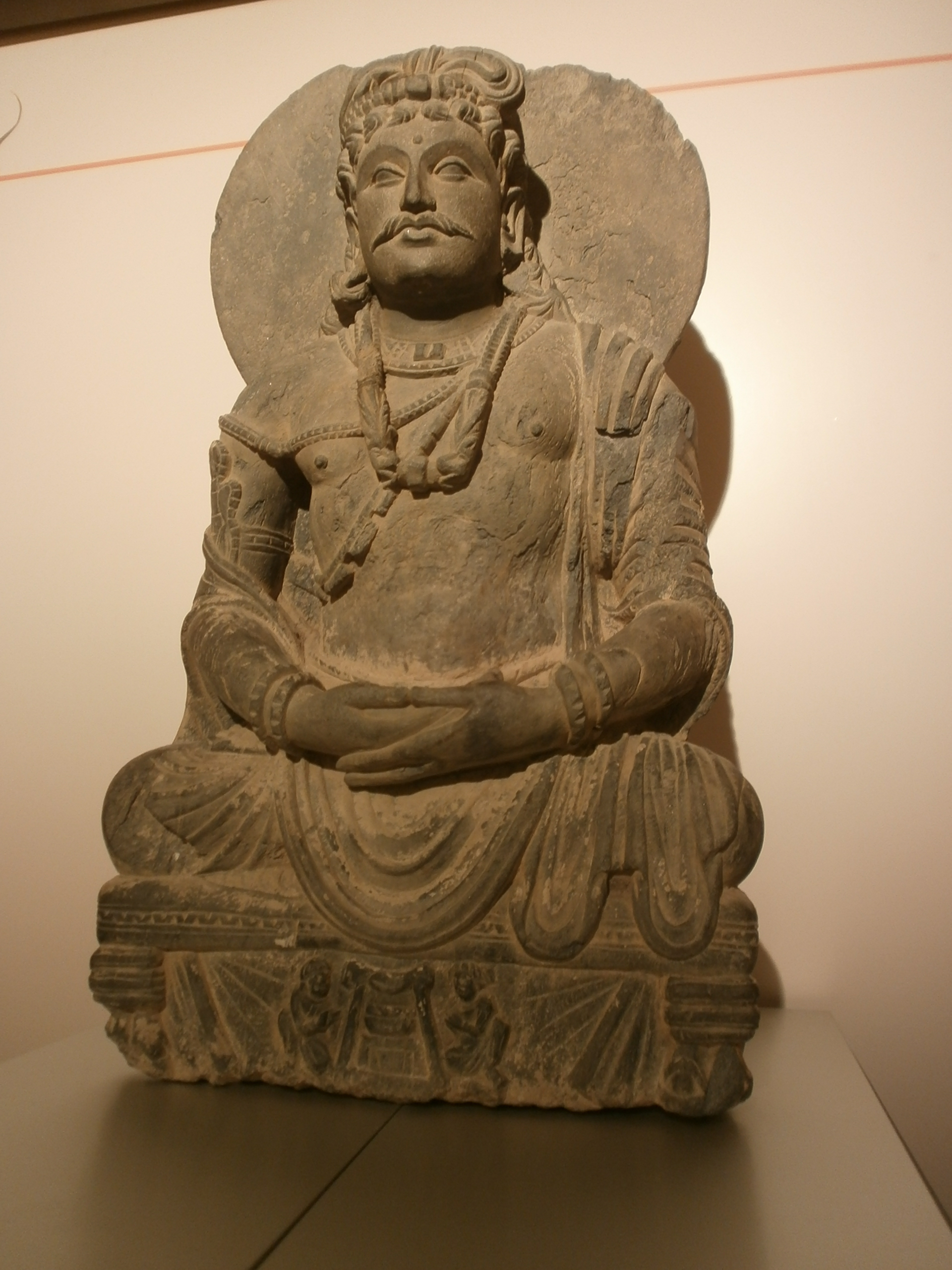
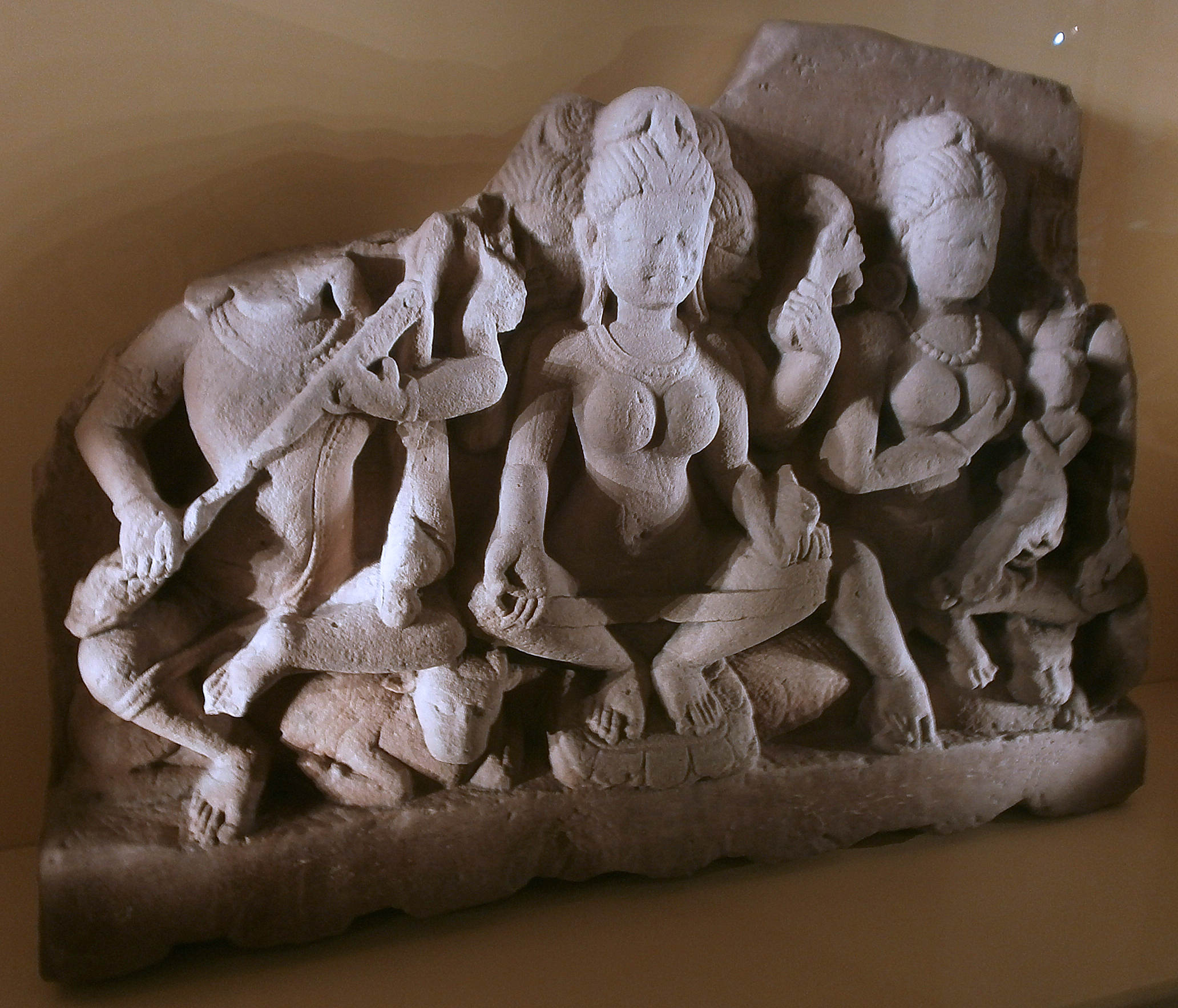
湿婆和他的母亲，公元10世纪，来自印度
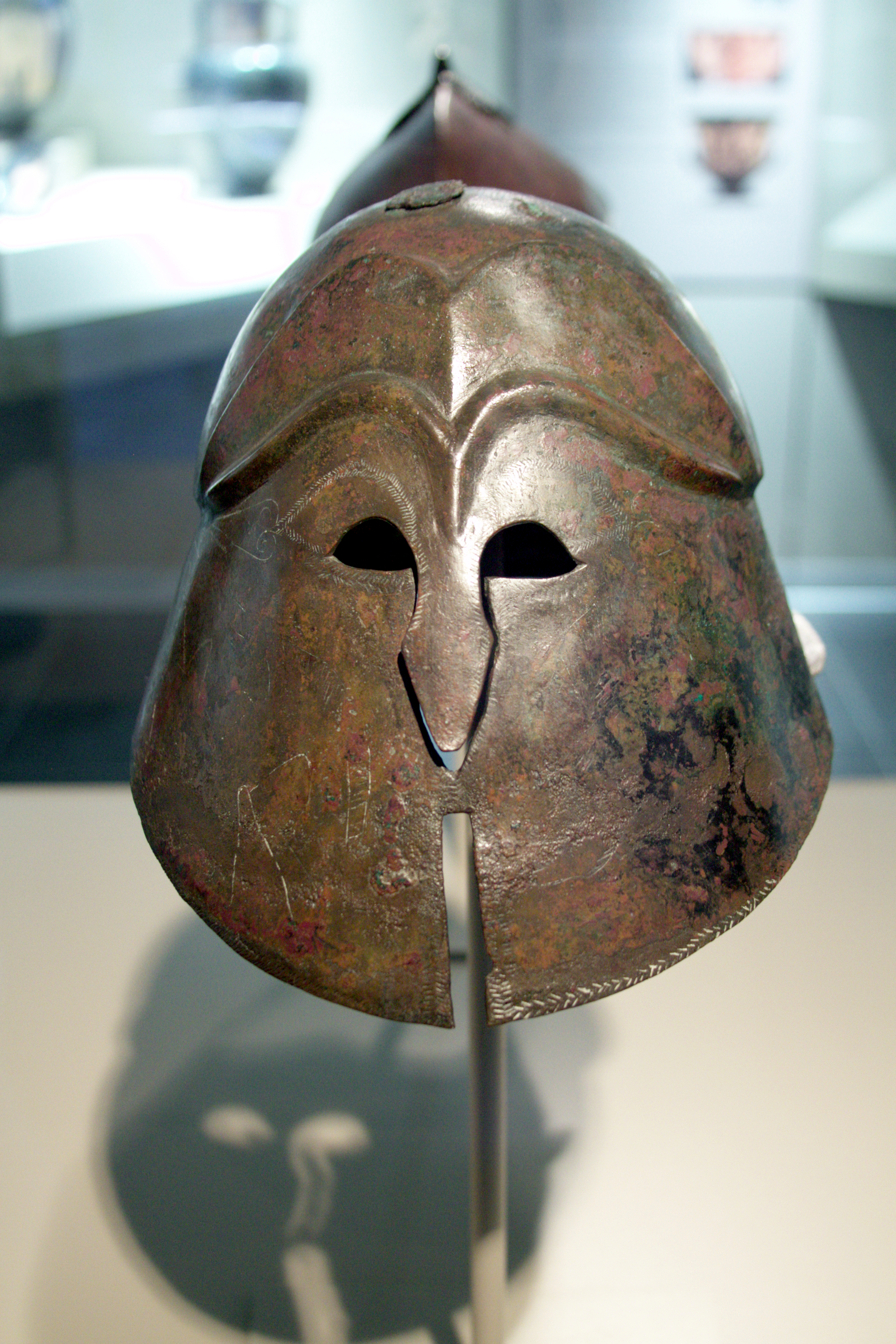
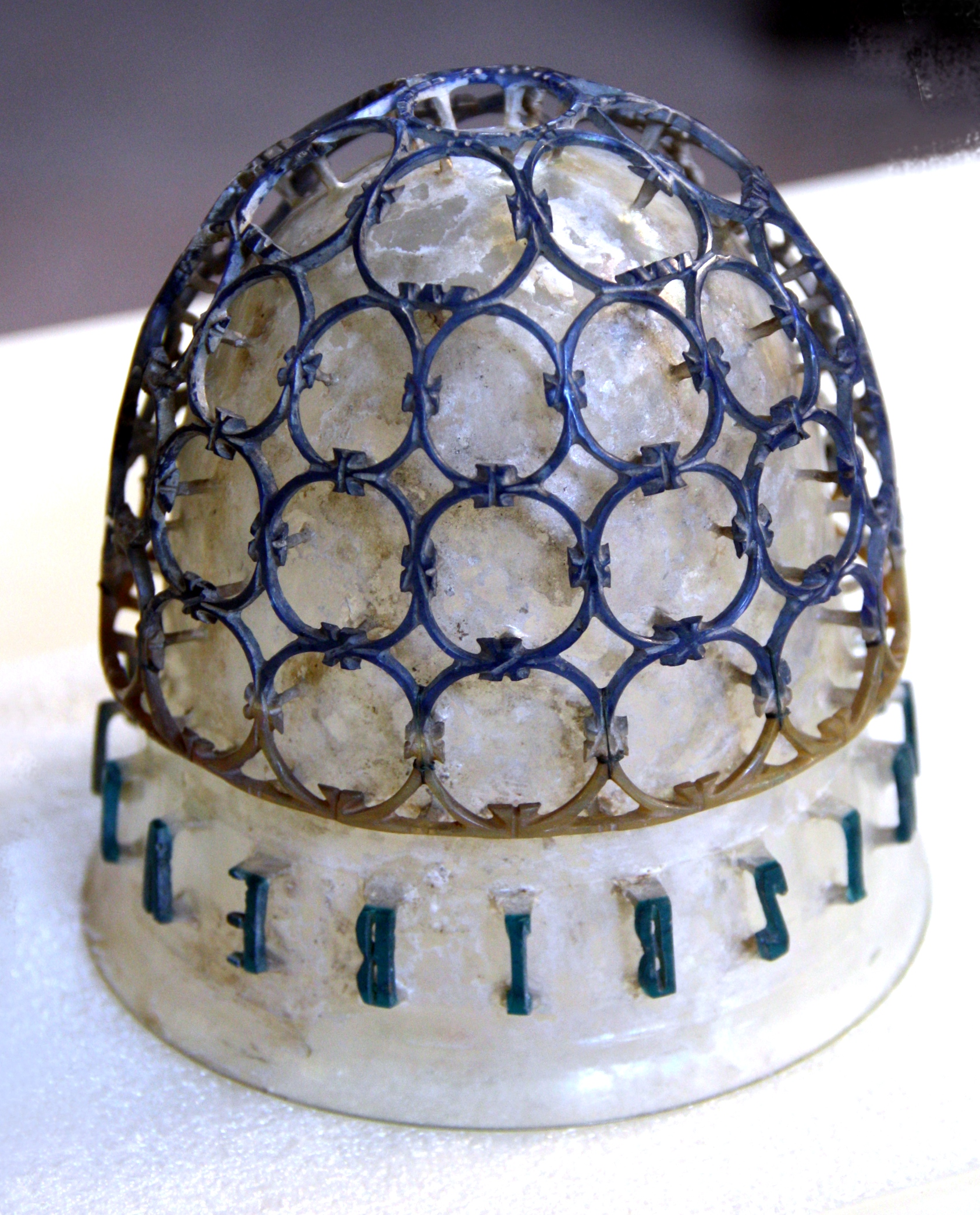
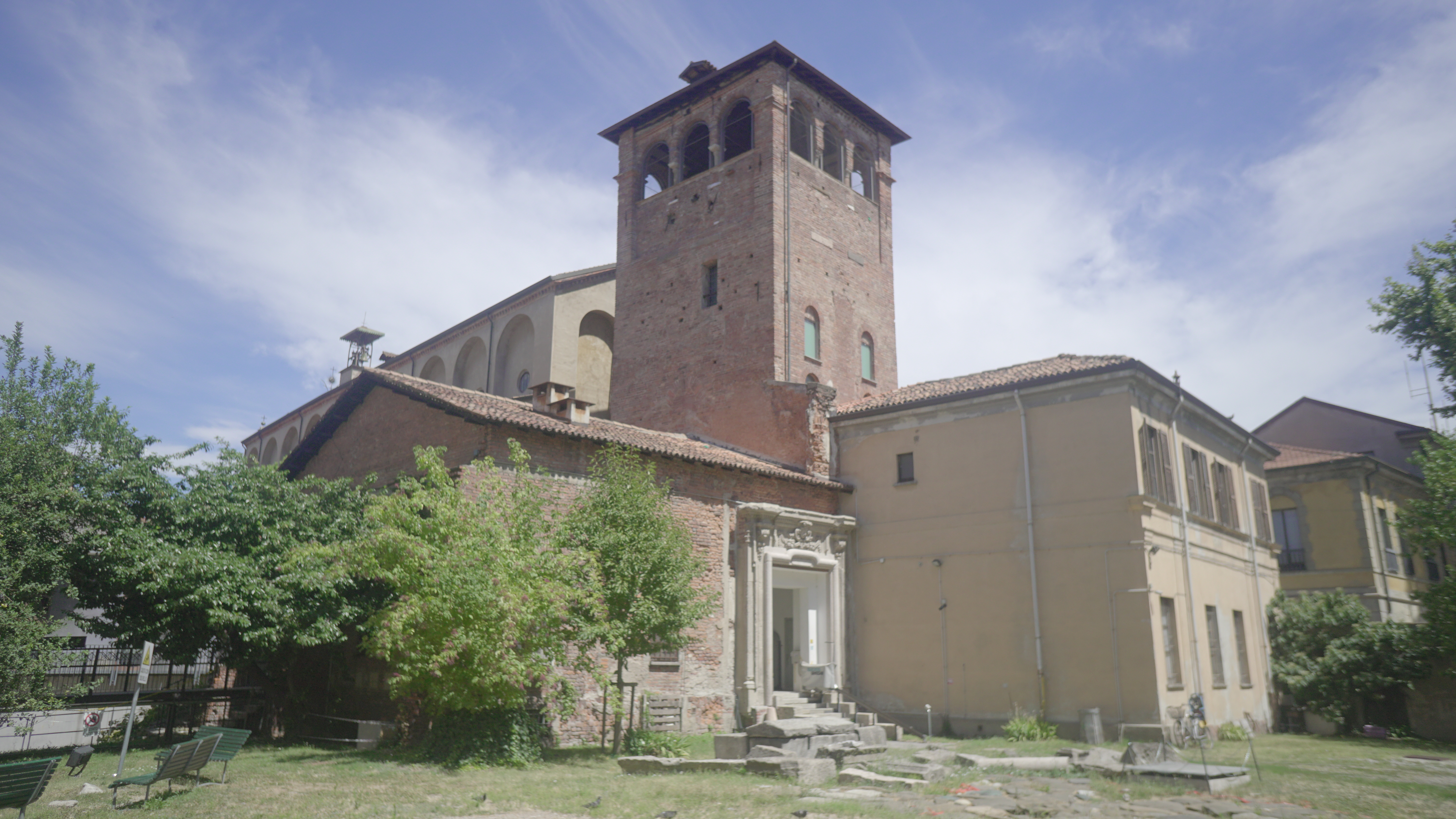
考古博物馆内的罗马塔.
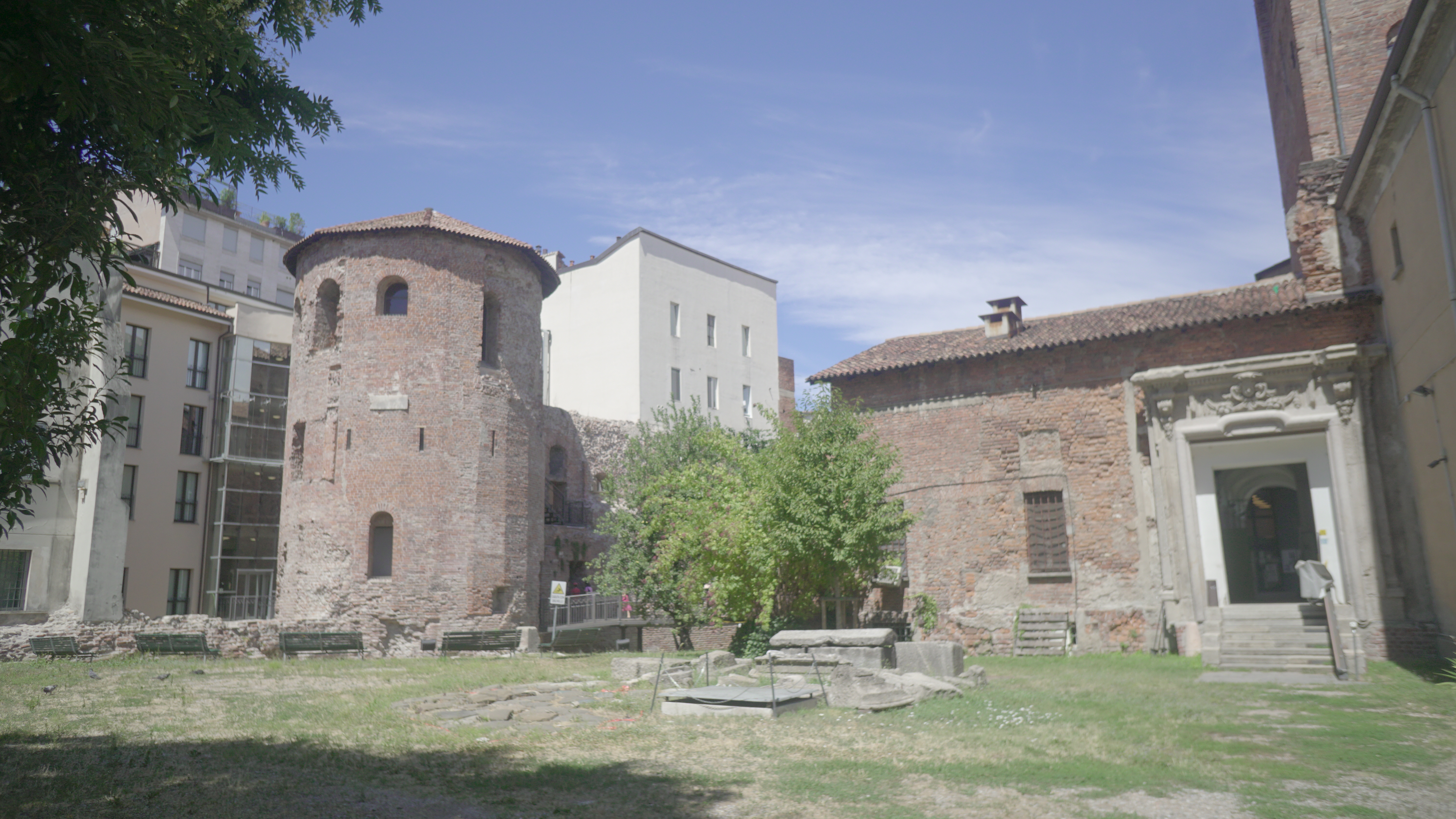
考古博物馆内的罗马墙